# Rund um Köln 2010
Il Rund um Köln 2010, novantaquattresima edizione della corsa, valido come evento del circuito UCI Europe Tour 2010 categoria 1.1, fu disputato il 5 aprile 2010 per un percorso di 197,9 km. Fu vinto dall'argentino Juan José Haedo, al traguardo in 4h 56' 08" alla media di 40,1 km/h.
Al traguardo 93 ciclisti portarono a termine la gara.

## Ordine d'arrivo (Top 10)
| Pos. | Corridore       | Squadra       | Tempo    |
| ---- | --------------- | ------------- | -------- |
| 1    | Juan José Haedo | Saxo Bank     | 4h56'08" |
| 2    | André Greipel   | HTC-Columbia  | s.t.     |
| 3    | Enrico Rossi    | Cer. Flaminia | s.t.     |
| 4    | Daniele Colli   | Cer. Flaminia | s.t.     |
| 5    | Graeme Brown    | Rabobank      | s.t.     |
| 6    | René Weissinger | Vorarlberg    | s.t.     |
| 7    | Jure Kocjan     | Carmiooro     | s.t.     |
| 8    | Tim Mertens     | Topsport Vl.  | s.t.     |
| 9    | Dominic Klemme  | Saxo Bank     | s.t.     |
| 10   | Robert Förster  | Team Milram   | s.t.     |